# Adi Bing Slamet
Ferdinand Syah (Yakarta, 6 de mayo de 1966), conocido artísticamente como Adi Bing Slamet. Es un cantante y también actor de telenovelas indonesio. Es conocido desde la infancia como la "pequeña estrella". Ha publicado un álbum de alrededor de 20 discos. Adi es el hijo de Bing Slamet, un comediante famoso de Indonesia y además es hermano de Bing Slamet e Iyut Uci Bing Slamet, también cantantes de alto nivel de Indonesia. Además, es también tío de la actriz de cine y telenovelas, Ayudhia Bing Slamet. 

## Discografía
- Dueto con Iyut Bing Slamet
- Duet con Chicha Koeswoyo

### OSTMerpati tak pernah ingkar janji
- Hari Demi Hari
- The Only One

## Filmografía
- Tiga Sekawan (1975)
- Ateng Kaya Mendadak (1975)
- Anak Emas (1976)
- Cinta Kasih Mama (1976)
- Koboi Cilik (1977)
- Bandit Pungli (1977)
- Sinyo Adi (1977)
- Tomboy (1981)
- Merpati Tak Pernah Ingkar Janji (1986)
- Aku Benci Kamu (1987)
- Ceplos-Ceplos (1993) bersama Nike Ardilla sukses masuk nominasi piala Citra.
- Saputangan dari bandung Selatan (1994) bersama Nike ardilla.
- Jalan Makin Membara I(1994) bersama Paramitha Rusadi dan Nike Ardilla.
- Jalur Putih (1995) bersama Nike Ardilla.
- Nike... oh Nike (1995)
- Deru Debu (1996)